# Safia Farkash
Safia Farkash oder Safia Farkasch, auch Safia Farkash al-Baraasi (arabisch صفية فركاش, DMG Ṣafīya Farkāš; * el-Brasai), ist die Witwe und zweite Ehefrau des ehemaligen libyschen Machthabers Muammar al-Gaddafi und Mutter von sieben seiner acht leiblichen Kinder sowie einer gemeinsamen Adoptivtochter.

## Leben
Farkash soll aus einer ostlibyschen Familie aus dem Stamm von Barasa kommen, in Baida geboren worden sein und eine Ausbildung zur Krankenschwester absolviert haben. Anderen Angaben zufolge wurde Safia als Zsófia Farkas in Mostar, Bosnien-Herzegowina, geboren und ist kroatischer und/oder ungarischer Herkunft.
Sie lernte Gaddafi kennen, als er 1971 wegen einer Blinddarmentzündung in ein Krankenhaus eingeliefert und behandelt wurde. Sie heirateten 1971 in Tripolis und hatten sieben gemeinsame Kinder und eine Adoptivtochter. Die Familie hatte ihren Hauptwohnsitz in der Nähe der Bab-al-Aziziya-Kaserne, die sich an einem südlichen Vorort von Tripolis befindet.
Farkash hielt sich meist im Hintergrund in ihrer Ehe mit Gaddafi. Erstmals nach der Freilassung des Lockerbie-Attentäters Abdel Basit Ali al-Megrahi 2009 organisierte sie aus diesem Anlass ein Fest, um den Jahrestag der libyschen Revolution Gaddafis von 1969 zu feiern. 2008 wurde Farkash in Scharm El-Scheich zur Vizepräsidentin der Afrikanischen Frauen Organisation gewählt, obwohl sie gar nicht an der Sitzung teilnahm und nie irgendwelche Aktivitäten in diesem Zusammenhang übernommen hatte. Farkash besitzt die Fluggesellschaft Buraq Air. 1992 wurde ihr Vermögen auf etwa 30 Mrd. US-Dollar geschätzt.
Safia blieb mit ihrem Mann und ihrer Familie während des Bürgerkrieges in Libyen 2011 in ihrem Haus in Tripolis. Als der Bürgerkrieg ab Mitte August Tripolis erreichte, floh sie mit ihrer Familie aus Libyen. Am 27. August setzte sie sich mit sechs gepanzerten Mercedes-Benz-Limousinen über die Grenze an der südwestlichen libyschen Stadt Ghadames in Richtung Algerien ab. Zunächst wurde ihr von den algerischen Behörden die Einreise verweigert. Am 29. August gab die algerische Regierung offiziell bekannt, dass Safia gemeinsam mit Tochter Ayesha und den Söhnen Muhammad und Hannibal und allen anderen Personen aus dem Konvoi in Algerien eingereist waren und um Asyl gebeten hatten. Das algerische Außenministeriums gab anschließend bekannt, dass den Personen und der Gaddafi-Familie aus humanitären Gründen ein Aufenthalt und Asyl in Algerien gewährt werde.
Im Oktober 2012 verließen sie mit ihren Kindern Hannibal, Mohammed und Ayesha (Aisha) das Versteck in Algerien, um nach Oman zu reisen, wo der Familie politisches Asyl gewährt wurde. Im April 2016 wurde Safia Farkash von der libyschen Regierung die Rückkehr nach Libyen erlaubt, um die Anhänger Gaddafis zu besänftigen.

## Familie
Die libysche Staatspropaganda berichtete, dass Gaddafi und seine Frau in den 1980er-Jahren eine Tochter adoptierten, welche im Alter zwischen einem und fünf Jahren bei dem US-Luftangriff am 15. April 1986 ums Leben gekommen sein soll. Auch soll Gaddafi seinen Neffen Milad Abustaia al Gaddafi adoptiert haben. Einer libyschen Legende zufolge habe dieser Gaddafi bei dem US-Luftangriff das Leben gerettet.
Die Familie Gaddafi soll laut Schätzungen libyscher Oppositioneller ein Vermögen in Höhe von 80 bis 150 Milliarden US-Dollar besitzen. Insbesondere die Gewinne aus dem Öl- und Gas-Sektor machte sich Gaddafi seit Jahrzehnten zu eigen. Einige ihrer Söhne sollen gelegentlich ohne Absprache mit dem Vater beim Chef der Nationalen Öl-Gesellschaft (NOC) vorstellig geworden sein, um mit einigem Nachdruck Millionen aus dem Öl-Geschäft für private Zwecke einzufordern. Mit den Tankstellenketten Tamoil und HEM war Gaddafi auch am deutschen Markt aktiv.
Darüber hinaus geht aus Depeschen der US-Botschaft Tripolis hervor, dass Gaddafis Vermögen in Beteiligungen in den Bereichen Bau und Infrastruktur, Telekommunikation, Hotels, Presse- und Konsumgütervertrieb investiert ist. Im Jahr 2002 hatte sich die Familie Gaddafi mit 22,9 Millionen Euro (7,5 Prozent) am italienischen Fußballclub Juventus Turin beteiligt. Nicht eindeutig geklärt ist, wie viel Geld Gaddafi ins Ausland geschafft hat. Es soll Konten in den arabischen Golfstaaten geben.
Im Zuge des Bürgerkriegs in Libyen sollen am 30. April 2011 bei einem NATO-Luftangriff auf ein Haus in Tripolis der sechste Sohn, Saif al-Arab al-Gaddafi, und drei seiner Enkelkinder ums Leben gekommen sein. Gaddafi und seine Frau sollen sich zu dem Zeitpunkt auch in diesem Haus aufgehalten haben.

## Kinder
- Saif al-Islam al-Gaddafi: Das erste Kind Safias und zweitältester Sohn Gaddafis wurde 1972 geboren, studierte Architektur in Tripolis und einige Jahre lang an einer Privatuniversität in Wien Management, wo er auch Kontakte zu dem österreichischen Politiker Jörg Haider knüpfte. 2002 begann er sein Promotionsstudium an der London School of Economics and Political Science.[16] Saif al-Islam al-Gaddafi besaß verschiedene im Wirtschafts- und Medienbereich aktive Gesellschaften und gründete 1999 eine Stiftung für Entwicklung, über die er quasi als Entwicklungsminister Libyens auch als Vermittler zwischen ausländischen Regierungen wie Ölunternehmen und seinem Vater fungierte.[16] Er bemühte sich um die Freilassung westlicher Geiseln, die von Islamisten entführt worden waren (etwa auf den Philippinen), engagierte sich im Umweltschutz und galt mit Mutasim-Billah Gaddafi als möglicher Nachfolger seines Vaters. Am 19. November 2011 wurde Saif al-Islam al-Gaddafi im Süden Libyens festgenommen.
- Al-Saadi Gaddafi: Das zweite Kind Safias und dritter Sohn Gaddafis, 1973 geboren, ist mit der Tochter eines Militärkommandanten verheiratet und besuchte eine libysche Militärakademie, wo er den Rang eines Obersts erreichte. In den 1990er Jahren stand er einer Elitebrigade vor, die Islamisten bekämpfte, und soll ab 2006 die Special Forces befehligt haben.[16] Er leitete die Libyan Football Federation und spielte im italienischen Fußballteam Perugia Calcio. Er verdiente ein Vermögen in der Ölindustrie und als Filmproduzent. Er wurde infolge des Libyenkrieges am 22. August 2011 festgenommen. Nach nigrischen Angaben vom 11. September 2011 setzte sich Saadi anschließend nach Niger ab[17] und bat um Asyl. Dies wurde ihm aus humanitären Gründen am 11. November 2011 gewährt.[18]
- Mutasim-Billah Gaddafi: Das dritte Kind Safias und der vierte, zwischen 1974 und 1977 geborene Sohn Gaddafis war Oberstleutnant in der libyschen Armee. Nach einem angeblichen Umsturzplan gegen seinen Vater floh er nach Ägypten. Als Gaddafi ihm vergab, kehrte er nach Libyen zurück und wurde Anführer der Präsidentengarde. Am 21. April 2009 traf er sich mit Hillary Clinton in den USA, was den höchstrangigen diplomatischen Austausch zwischen diesen Ländern seit Wiederaufnahme ihrer Beziehungen darstellte.[19] Mutasim-Billah Gaddafi soll Berater oder Vorsitzender des Nationalen Sicherheitsrates gewesen sein. Er und Saif al-Islam wurden als mögliche Nachfolger ihres Vaters gehandelt. Am 20. Oktober 2011 wurde Mutasim-Billah gefangen genommen und in einem offenbar wehrlosen Status als Gefangener ohne Gerichtsprozess getötet.[20]
- Hannibal Gaddafi:[21] Das vierte Kind Safias und fünfter, 1977 geborener Sohn Gaddafis erregte 2004 Aufmerksamkeit, als er mit 140 Kilometern pro Stunde die Pariser Champs-Elysées entlangfuhr.[22][23] Er war an einer Reihe gewalttätiger Zwischenfälle beteiligt, so soll er auch seine schwangere Freundin Aline Skaf geschlagen haben.[23] Im Juli 2008 wurde er zusammen mit Skaf, die mittlerweile seine Ehefrau wurde, in einem Genfer Hotel festgenommen. Nach zwei Tagen wurden beide gegen Kaution freigelassen. Die Schweizer Justiz warf dem Ehepaar Körperverletzung, Drohung sowie Nötigung zweier Hausangestellter vor.[24] In der Folge kam es zu einem Konflikt zwischen Libyen und der Schweiz (siehe hierzu Libyen-Affäre (Schweiz)). Hannibal Gaddafi soll seit 2007 eine militärische Führungsposition in der Region Bengasi innegehabt haben.[16] Am 29. August 2011 floh er nach algerischen Angaben zusammen mit seiner Mutter, seinem Halbbruder und seiner Schwester nach Algerien[25] und sitzt mittlerweile im Libanon in Haft, nachdem er zwischenzeitlich in Oman Asyl hatte.
- Saif al-Arab al-Gaddafi: Das fünfte Kind Safias und sechster Sohn Gaddafis wurde 1982 geboren und war an der Technischen Universität München eingeschrieben. In Deutschland kam er verschiedentlich mit dem Gesetz in Konflikt – unter anderem wegen Verkehrsdelikten, Waffenschmuggels und Körperverletzung.[26][27][28] Nachdem er München in Richtung Libyen verlassen hatte, erklärte das Bayerische Innenministerium, dass seine Niederlassungserlaubnis erloschen sei. Ferner erhielt er ein Einreiseverbot für Deutschland.[29] Am 30. April 2011 wurde Saif al-Arab al-Gaddafi zusammen mit drei Enkeln Muammar al-Gaddafis[30] bei einem Luftangriff der NATO auf Bab al-Aziziya, der Residenz seines Vaters in Tripolis, im Rahmen des internationalen Militäreinsatzes in Libyen nach libyschen Angaben getötet.[31] Bei den Enkeln handelte es sich um die zweijährige Tochter von Sohn Hannibal, die sechs Monate alte Tochter von Aisha und den 15 Monate alten Sohn von Muhammad Gaddafi.[32]
- Khamis (Chamis) Gaddafi: Safias sechstes Kind und Gaddafis siebter und jüngster Sohn wurde 1983 geboren. Über ihn ist wenig bekannt. Es wird angenommen, dass er ähnlich wie seine Brüder Al-Saadi und Mutasim-Billah eine Laufbahn bei den Sicherheitskräften einschlug. Presseberichten zufolge starb er im März 2011 an den Folgen schwerer Brandverletzungen, die er bei einem Kamikaze-Angriff eines Piloten der libyschen Luftwaffe an seinem Wohnsitz auf dem Stützpunkt Bab al-Aziziya erlitten hatte.[33] Das libysche Regime dementierte den Absturz des Piloten.[34] Am 28./29. März 2011 wurden im libyschen Staatsfernsehen Bilder von Chamis gezeigt, bei denen er von Anhängern des Regimes umjubelt wurde. Ob es sich um neue Aufnahmen handelte, konnte nicht zweifelsfrei festgestellt werden.[35] Zuletzt war er Befehlshaber einer Eliteeinheit.[36] Nach Angaben der libyschen Rebellen kam Khamis zusammen mit Abdullah as-Sanusi am 27. August 2011 in der Nähe der Städte Tarhuna und Bani Walid, 80 Kilometer südöstlich der Hauptstadt Tripolis, ums Leben.[37][38]
- Ayesha Gaddafi: Safias siebentes Kind – sowie die einzige leibliche Tochter von ihr und Gaddafi – ist Anwältin und hatte sich 2004 dem Verteidigerteam von Saddam Hussein angeschlossen. 2006 heiratete sie den Cousin ihres Vaters, Armeeoberst Ahmed al-Gaddafi al-Qahsi.[39] 2009 wurde sie zur Ehrenbotschafterin des UN-Entwicklungsprogramms ernannt, wo sie sich gegen die Verbreitung von AIDS und die Unterdrückung von Frauen in der arabischen Welt einsetzte. Die UN trennte sich jedoch während des Bürgerkrieges 2011 von ihr.[40] Am 29. August 2011 floh sie nach algerischen Angaben hochschwanger zusammen mit ihrer Mutter und zwei Brüdern nach Algerien.[25]
- Hana Gaddafi, geboren am 11. November 1985, ist eine Adoptivtochter von Safia und Muammar al-Gaddafi. Nach der Operation El Dorado Canyon wurde vom Regime Gaddafis ihr Tod behauptet. Es gibt jedoch Hinweise darauf, dass sie Medizin studierte und eine Führungsposition im libyschen Gesundheitswesen innehatte.[41]